# Гонолек габельський
Гонолек габельський (Laniarius amboimensis) — вид горобцеподібних птахів родини гладіаторових (Malaconotidae). Ендемік Анголи. Деякі дослідники вважають його підвидом маскового гонолека.

## Опис
Довжина птаха становить 20 см. Верхня частина тіла чорна, на крилах білі смуги. Тім'я руде, нижня частина тіла біла.

## Поширення і екологія
Габельські гонолеки мешкають в ангольських провінціях Південна Кванза і Бенгела. Вони живуть у підліску вологих тропічних лісів ангольської лісосавани на висоті від 730 до 1100 м над рівнем моря.

## Збереження
МСОП вважає цей вид таким, що знаходиться під загрозою зникнення. Популяцію габельських гонолеків оцінюють в 1000—2500 птахів. Їм загрожує знищення природного середовища.